# Hugo II van Rethel
Hugo II van Rethel (overleden tussen 26 mei 1227 en februari 1228) was van 1199 tot aan zijn dood graaf van Rethel. Hij behoorde tot het huis Rethel.

## Levensloop
Hugo II was de zoon van graaf Manasses IV van Rethel uit diens huwelijk met Mathilde, dochter van graaf Koenraad I van Kyrburg.
In 1199 volgde hij zijn vader op als graaf van Rethel. Hugo bleef dit tot aan zijn dood tussen mei 1227 en februari 1228. Over zijn regeerperiode is zeer weinig bekend. Wel was hij de eerste graaf van Rethel wiens wapenschild overgeleverd werd.
Hij was vanaf 1191 gehuwd met Felicitas van Broyes, vrouwe van Ramerupt en Beaufort, dochter van Simon van Broyes, heer van Beaufort. Ze kregen de volgende kinderen:
- Hugo III (overleden in 1243), graaf van Rethel
- Jan (overleden in 1251), graaf van Rethel
- Wouter (overleden in 1262), graaf van Rethel
- Simon (overleden in 1233), aartsdiaken in Luik
- Manasses V (overleden in 1272), graaf van Rethel
- Beatrix, huwde met Andreas van Nanteuil-la-Fossé
- Catharina, kloosterzuster in Avenay
- Helisende (overleden in 1234), huwde eerst met graaf Thomas van Perche en daarna met Garnier IV van Trainel, heer van Marigny
- Mahaut, huwde met Thomas II van Coucy, heer van Vervins
- Agnes, huwde met heer Stefanus van Seignelay